# Aleuroclava baccaureae
Aleuroclava baccaureae là một loài côn trùng cánh nửa trong họ Aleyrodidae, phân họ Aleyrodinae.
Aleuroclava baccaureae được Corbett miêu tả khoa học đầu tiên năm 1935.